# Xpuhil
Xpuhil ist der Name einer präkolumbischen Maya-Ruinenstätte im mexikanischen Bundesstaat Campeche. Er ist durch den Stil geprägt, der nach der rund 40 km südöstlich gelegenen Ruinenzone Río Bec benannt ist. Die ausgedehnte Ruinenzone von Xpuhil besteht aus einer großen Anzahl kleiner Gruppen von Gebäuden, die meist mehr oder weniger regelmäßig um einen Hof angeordnet sind. Diese Gruppen liegen teils am Westrand des modernen Ortes Xpujil, auf dem Gelände der örtlichen Militärkaserne (nicht zugänglich) und in der unmittelbaren Umgebung des Ortes.
Die Gruppen I von Xpujil wurde erstmals 1933 von den amerikanischen Archäologen Ruppert und Denison aufgefunden und detailliert beschrieben. Durch den Bau der Überlandstraße MEX 186 (eröffnet 1969) wurde die Ruinenstätte für den Tourismus erschlossen. Seit den späten 1980er Jahren wurden archäologische Grabungs- und Wiederherstellungsarbeiten durchgeführt und ein kleiner archäologischer Park angelegt.

## Xpuhil I

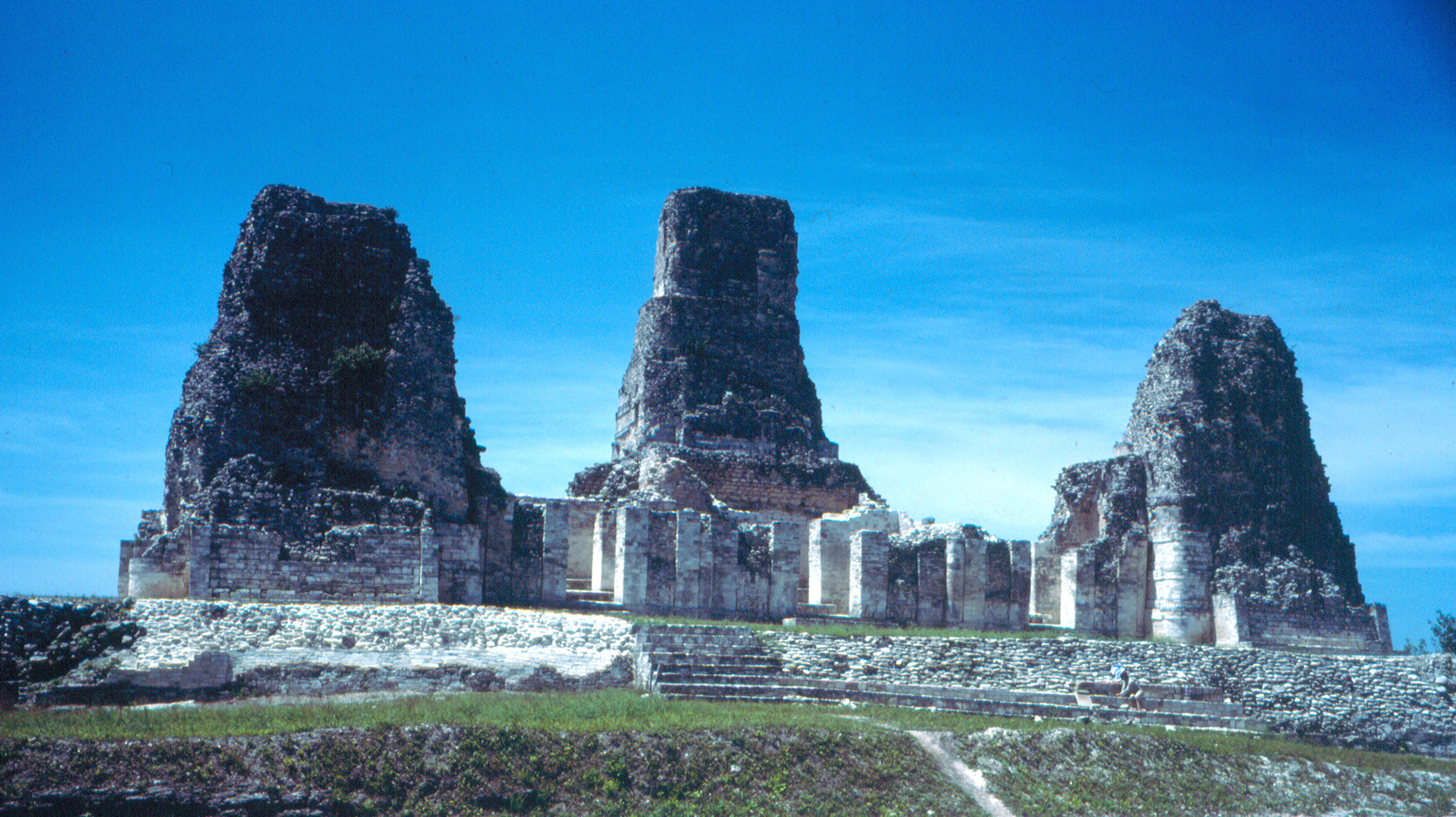
Hauptgebäude der Gruppe I von Xpuhil von Osten

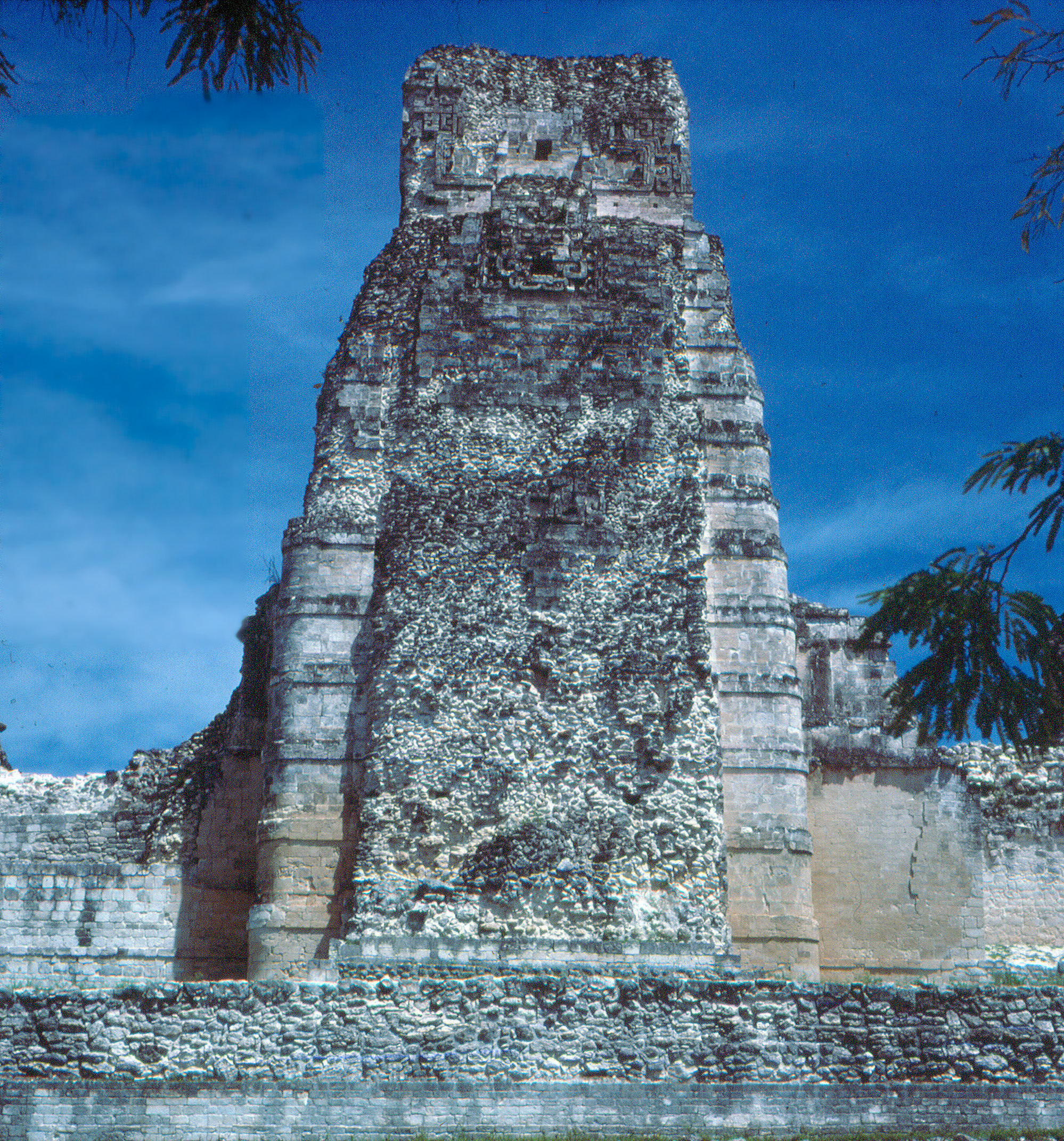
Dritter, hinterer Turm des Hauptgebäudes der Gruppe I von Xpuhil von Westen

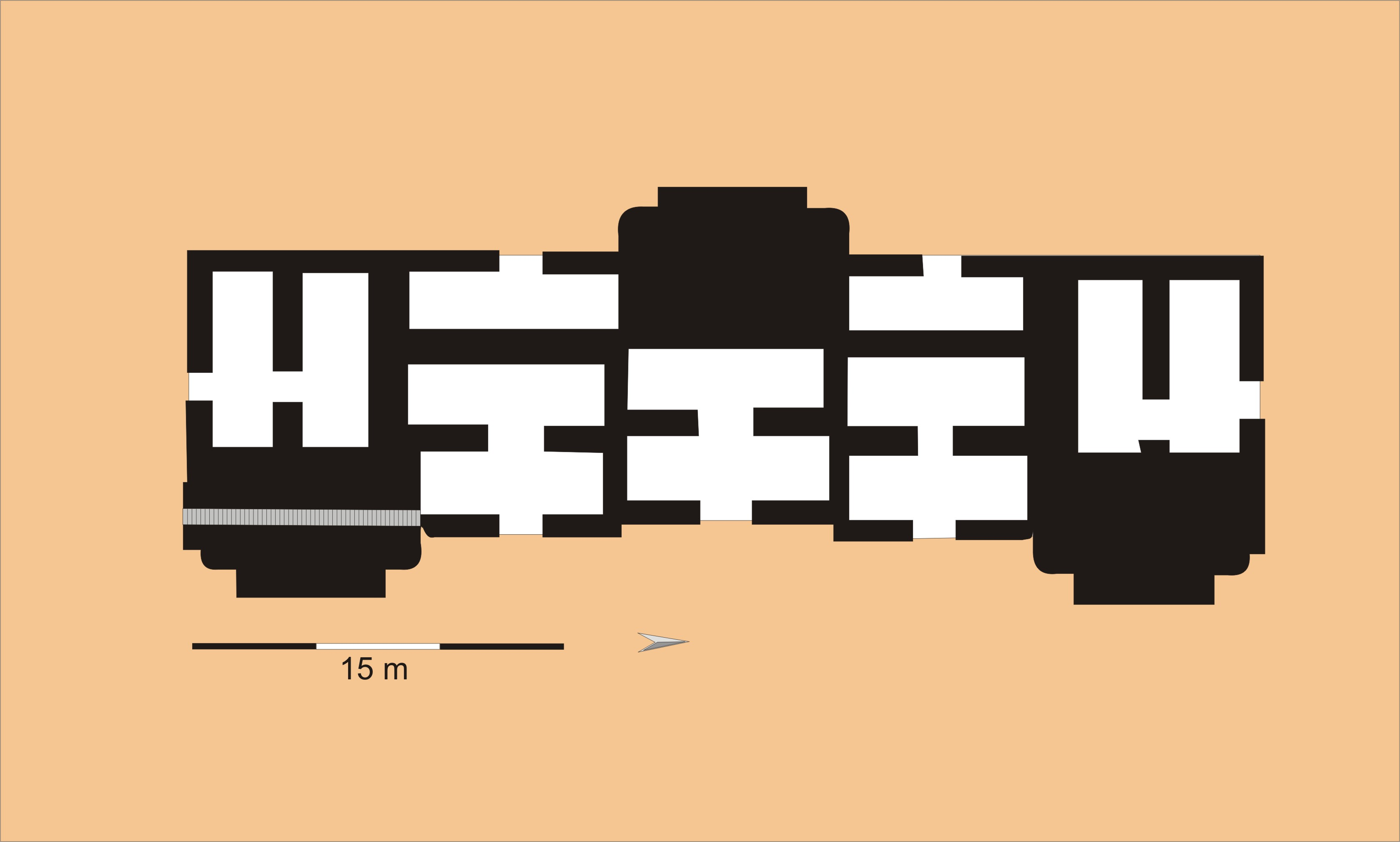
Plan des Hauptgebäudes der Gruppe I von Xpuhil

Das bedeutendste Gebäude von Xpuhil ist typischer Rio Bec-Palast mit zwei leicht gegeneinander verschobenen Reihen von Räumen, deren Außeneingänge sich zu der Schauseite im Osten öffnen. Die beiden mittleren Räume springen etwas zurück. Der Fassadendekor bestand aus den für den Rio Bec-Stil kennzeichnenden flachen Masken, die rechts und links der Türen in Kaskaden angeordnet sind.
Die Hauptfassade wird von zwei der typischen gestuften Türme überragt, in deren nicht besteigbaren Scheintreppen drei große Masken eingesetzt waren. Die Treppen führten zu Scheingebäuden auf der Spitze, deren nicht-funktionale Türen als große Schlangenmaul-Portale gestaltet waren. Auf den beiden Seiten befanden sich ebenfalls jeweils zwei hintereinander liegende Räume, während auf der Rückseite nur zwei einfache Räume lagen. Sie waren zu beiden Seiten eines ungewöhnlichen dritten Turmes angeordnet, welcher gleichzeitig der am besten erhaltene ist.
Durch den südlichen Turm führt von Süd nach Nord eine enge, steile Treppe, durch die man auf das Niveau des nicht mehr erhaltenen Daches der Räume gelangt. Diese im Inneren der massiven Türme gelegenen Treppen sind ein besonderes Charakteristikum des Rio Bec-Stils.
Ungefähr 80 m östlich stehen weitere Gebäude. Mit Nr. II wird ein nach Osten orientierten Palastkomplex bezeichnet, der aus fünf Räumen besteht. Etwas weiter steht Gebäude III, das aus mehreren, nach Norden ausgerichteten Räumen besteht. Wenige Meter weiter östlich steht Gebäude IV. Es besteht aus jeweils zwei parallelen Räumen zu beiden Seiten eines pyramidenartigen Unterbaues, auf dessen oberer Fläche ein Gebäude mit drei Räumen steht. Zu dieser Gruppe gehört noch weitere, stark zerstörte Gebäude, die nicht freigelegt wurden.

## Xpuhil II

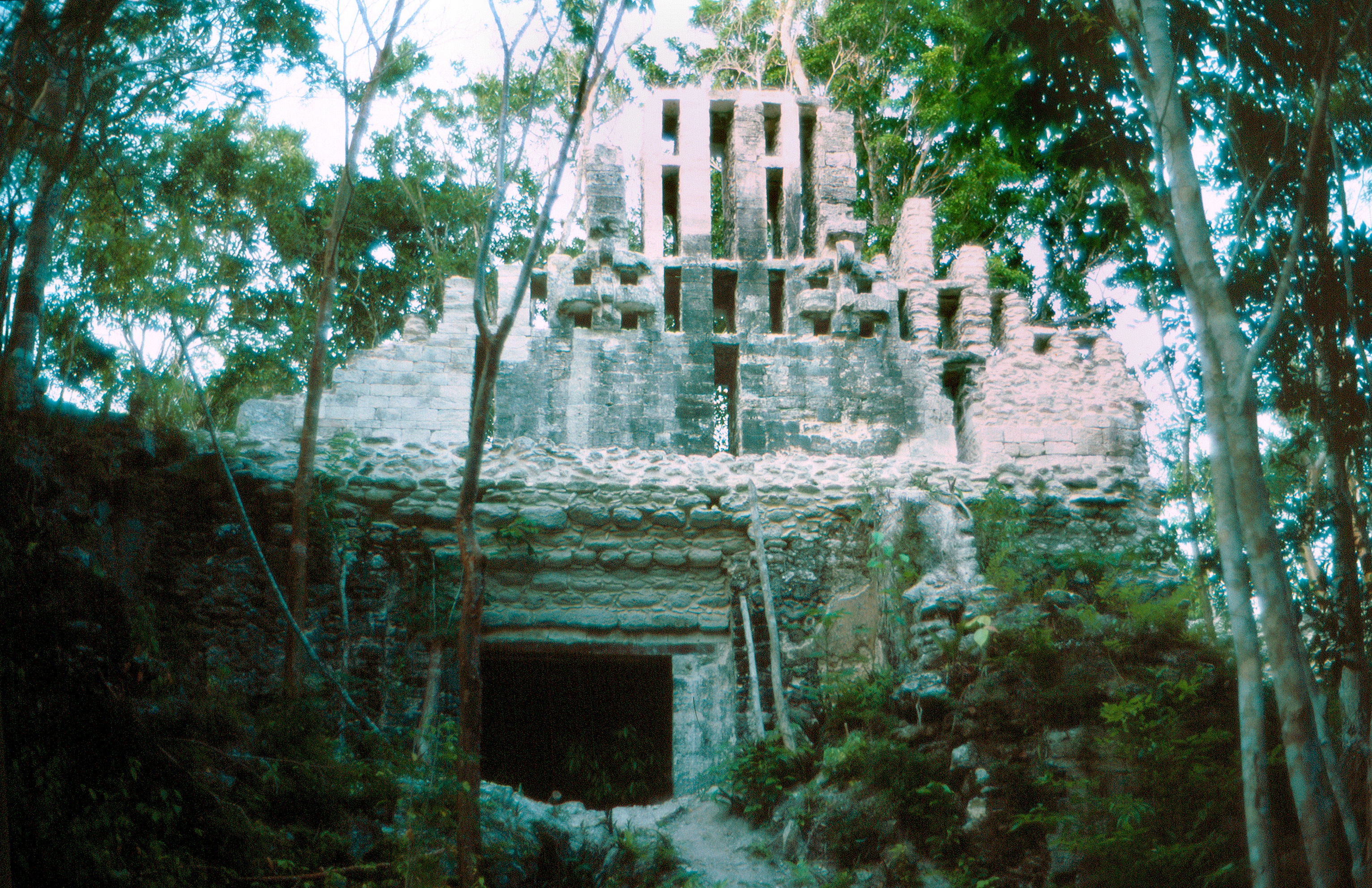
Gebäude von Xpuhil II, Südseite

Xpuhil II ist Gruppe von Gebäuden, welche sich etwa 1 km südlich der bisher genannten Gebäude befindet. Deren zentrales Bauwerk wird wegen des Dekors an seinem Dachkamm auch als „Vogelmasken-Tempel“ bezeichnet. Eigentlich handelt es sich hierbei um einen Palast mit 18 Räumen. Die beiden sehr grob aus Architekturelementen zusammengesetzten Vogelmasken sind auf dem Dachkamm angebracht. Die Gruppe Xpuhil II ist bisher nicht freigelegt worden (lediglich Maßnahmen zur Stabilisierung des Gebäudeportals wurden durchgeführt), sie ist nicht öffentlich zugänglich.